# Rebel Star
Rebel Star (транскр. Ребел стар) српско-мађарска је музичка група. Жанровски се најчешће сврстава у алтернативни кантри и поп рок, а основао ју је Милан Главашки, некадашњи члан бечејских бендова Ева Браун и . Главашки тренутно живи у Сентандреји, али група делује у више држава.

## Историјат

### 2006—2009.
Rebel star основан је 2006. године од стране Милана Главашког, члана бендова Ева Браун и Popcycle. Главашки се преселио у Мађарску и тамо наставио своју музичку каријеру, као и ангажовање у бенду. Током лета 2006. године, у студију Комбинат рекордса у Врбасу, који држе Владимир Коларић Коле и Роберт Телчер, чланови бенда Велики презир, Главашки је снимио промотивни ЕП са члановима бенда, односно са бубњаром Атилом Приклером и гитаристом Борисом Смоје. Наредне године бенду су се придружили Љубомир Рајић (клавијатуре) и Горан Обрадовић (бас гитара, хармоника).
Бенд је свој деби имао 25. марта исте године у клубу Бечеј сцена. Током наступа изводили су песму Dream All Day, коју је пре тога бенд Popcycle обрадио деведесетих година на српском језиком, под назувом Сањам цео дан. Наредни концерт одржали су 4. маја 2006. године, а од гостију појавили су се бендови Popcycle и Ева Браун. Током маја месеца, бенд је објавио промотивни еп у цд формату и на интернету, на њиховој званичној страници. Наредног месеца, њихова песма Луна појавила се на првом месту Попбокс синглова.
Након што су добили позитивне критике на њихово прво издање и наступе, бенд је одлучио да сними први студијски албум. Албум се снимао се од септембра 2006. године у Сентандреју у Мађарској и у Синсинатију у Сједињеним Државама. Дебитантски албум Со објављен је 20. децембра 2006. године и доступан је за скидање преко интернета, преко сајта издавачке куће Лабел стар, као и на цд формату са три бонус песме и промотивним видео снимком за песму и сингл Стакло. Издвачка кућа издала је и сингл Стакло, који је објављен у Хрватској у издавачкој кући Слушај најгласније!. Албум је добио влеики број позитивних критика и проглашен за најбољи албум 2007. године, од стране српског магазина и веб-портала Попбокс.
Бенд је имао наступ на Радију Б92, 4. јануара 2008. године у емисији Stand by. У фебруару исте године, бенд је започео промоцију материјала у Новом Саду, а у марту бенд је наступао у Београду, док су им на концерту фостовали Данијел Ковач из бенда Јарболи, Жељка Маруша из бенда Кристали, Ненад Јовановић из Бенда Лутке, Ивана Смоловић Ика и Владимир Коларић из бенда Велики презир.
Почетком 2009. године сингл Америка изабран је од Попбокса као шести најбољи домаћи сингл 2008. године. У марту исте године, бенд је имао концерт у Загребу, а у септембру почели су на снимању студијском албума Калифорнија, који је изашао 15. децембра 2009. године. Албум је изашао за две издавачке куће — Лабел стар и Одличан хрчак, а добио је позитивне критике у Хрватској и Србији.

### 2010—данас
Након издавања албума Калифорнија, бејд је започео промициу концертима у Београду током децембра 2009. године и у Новом Саду у јануару 2010. године. Током фебруара 2010. године, албум Калифорнија појавио се на дванаестом месту веб листе Попбокс, листе најбољих домаћих албума 2009. године. Наредне године, критичари Попбокса одабрали су најбоље студијске албуме претходне деценије на којима се албум Со појавио на једанестом месту. Албум Калифонија постао је доступан за бесплатно преузимање 16. октобра 2009. године на званичној страници Ребел стар.
Крајем 2011. и почетком 2012. године бенд је имао неколико наступа у Београду, Загребу и Новом Саду. У априлу 2012. године, бенду су се придружили британски музичари који живе у Будимпешти, Ешли Бриз (гитара, клавијатуре и позадински вокал) и Мајк Кениш (бас гитара и вокал). Бенд је свој први наступ у новом саставу имао у Будимпешти 26. маја 2012. године.
Трећи студијски албум бенда Анђели објављен је 1. октобра 2012. године за хрватску издавачку кућу Dancing Bear. На албуму се налази десет песама. Први сингл са албума, под називом Анђели објављен је почетком јула 2012. године бесплатно на интернету. Песма је снимљена у сарадњи са Иваном Смоловићем. У октобру 2013. године, бенд је избацио сингл Драга уз видео спот, који је режирао Главашки. Песма која најављује четврти студијски албум доступна је на званичној Саундклауд страници бенда.
Четврти студијски албум бенда Река изашао је у јуну 2015. године. У августу исте године бенд је наступио на Сигет фестивалу у Мађарској.

## Чланови

### Садашњи
- Милан Главашки [а] — главни вокал, гитара
- Звонка Обајдин — клавир, клавијатуре, пратећи вокал
- Даниел Родик — гитара
- Горан Ритоша — бас-гитара
- Ернест Џанановић [б] — бубањ[31]

### Бивши
- Борис Смоје — гитара, пратећи вокал
- Атила Приклер — бубањ, удараљке
- Љубомир Рајић [в] — клавијатуре, оргуље, електрични клавир, пратећи вокал
- Горан Обрадовић [г] — бас-гитара, усна хармоника, пратећи вокал
- Ешли Бриз — гитара, клавијатуре, пратећи вокал
- Мајк Кентиш — бас-гитара, пратећи вокал
- Чаба Маринка — гитара, клавијатуре, виолина
- Жељко Маркуш [д] — гитара
- Јакша Перковић — бас-гитара
- Даниел Кадијевић — бубањ

## Дискографија

### Студијски албуми
- Со (2007)
- Калифонија (2009)
- Rebel Star (2012)
- Река (2015)
- Демони (2020)
- Почетак и крај (2021)
- Седмо небо (2023)

### издања
- (2007)

## Награде и номинације
- Награда Милан Младеновић

| Година | Номиновано дело | Исход      |
| ------ | --------------- | ---------- |
| 2020.  | Дан на Тиси     | Номинација |